# BredaMenarinibus Zeus
Il BredaMenarinibus Monocar 200 E ZEUS è un modello di minibus elettrico prodotto dal 2001 al 2015 dall'azienda italiana BredaMenarinibus.

## Storia
Il ZEUS (acronimo di Zero Emission Urban System ossia Sistema urbano ad emissioni zero) fu presentato nei primi anni 2000 da BredaMenarinibus, venendo concepito come veicolo più adatto ai centri storici. La carrozzeria è stata disegnata da Pininfarina.
Successivamente ne è stata messa in commercio una seconda versione, con un diverso motore e con batterie più ecologiche.
Intorno al 2015 la produzione è stata interrotta, venendo sostituito dal Rampini E60, prodotto da Rampini in collaborazione con Car-Bus.

## Caratteristiche
Lo ZEUS è un minibus urbano a trazione elettrica lungo appena 5,9 metri con un diametro di volta di 13,7 metri.
Nella prima versione la trazione è garantita da un motore elettrico Thrige Titan con potenza massima di 30 kW alimentato da batterie piombo-acido mentre nella seconda versione il motore è un Ansaldo Electric Drive con potenza massima di 30kW nominali (60kW di picco) alimentato da 78 batterie a litio-polimero.
La capienza è di circa 30 passeggeri, con prevista accessibilità per portatori di disabilità mediante rampa e spazio apposito.
- Lunghezza: 5,895 (prima versione)/5,89 (seconda versione) metri
- Larghezza: 2,07 metri
- Altezza massima: 2,595 (prima versione)/2,81 (seconda versione) metri
- Capienza: circa 30 posti
- Porte: una a doppia anta rototraslante

## Diffusione

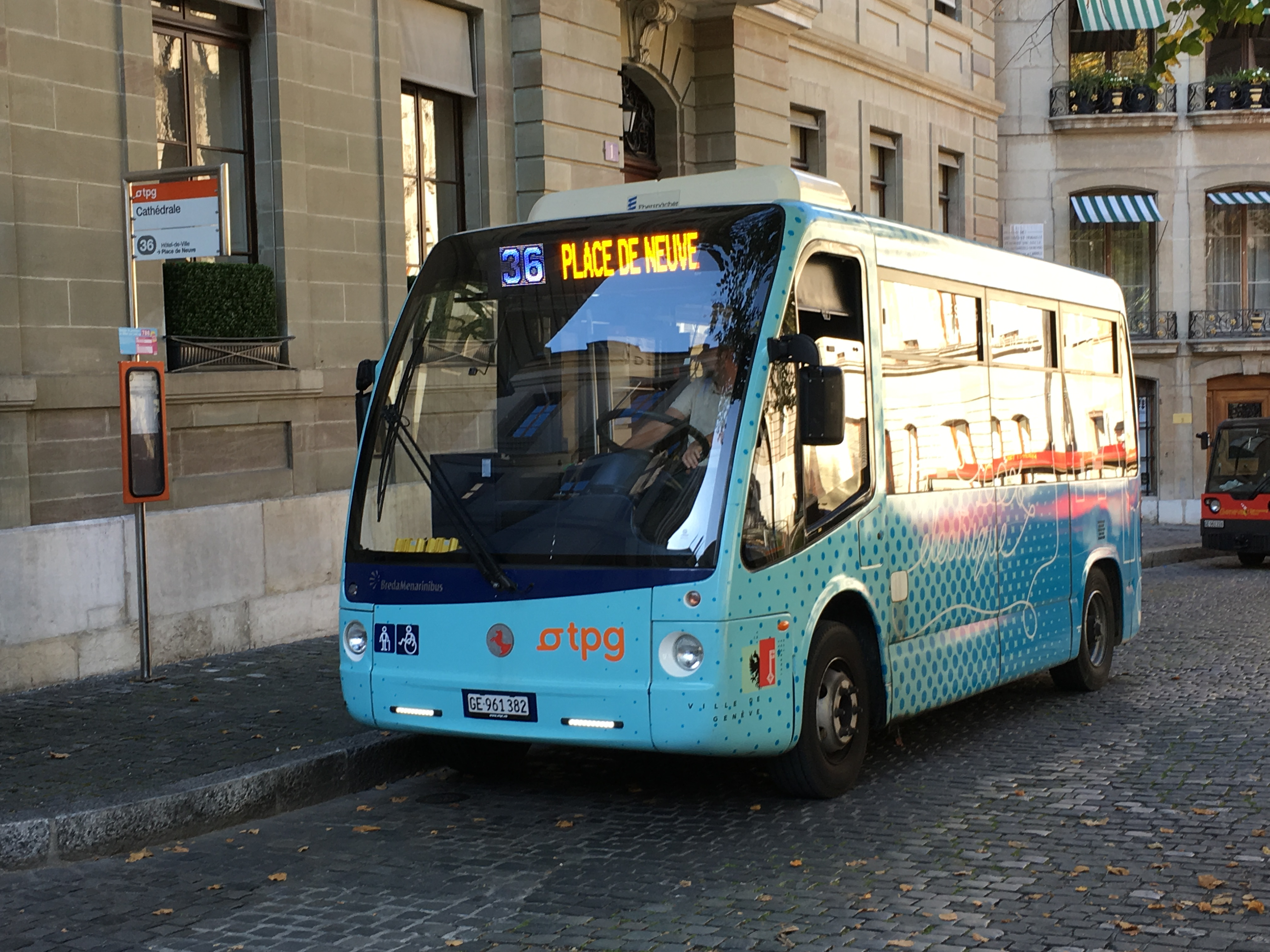
BredaMenarinibus Zeus in servizio a Ginevra

Lo ZEUS ha avuto una diffusione moderata soprattutto in Italia (alcuni esemplari hanno prestato servizio a Avezzano, Bologna, Brindisi, Catania, Roma e Vasto), Francia (Bordeaux) e Svizzera (Ginevra) con alcuni esemplari distribuiti anche in Germania (Osnabrück), Paesi Bassi (Rotterdam), Repubblica Ceca (Praga) e Spagna (Madrid).